# Schizoglossum
Schizoglossum là chi thực vật có hoa trong họ Apocynaceae.